# Armin van Buuren
Armin van Buuren, nizozemski trance producent in DJ, * 25. december, 1976, Leiden, Nizozemska.
Odraščal je v Koudekerk aan den Rijn. V letih 2007 in 2008 je bil razglašen za DJ-a št. 1. na svetu na DJ Magovem vsakoletnem glasovanju. Armin je soustanovitelj trance glasbene založbe Armada Music. Tedensko ustvarja radijsko oddajo A State of Trance, prav tako vsako leto izda kompilacijo z istim imenom.

## Biografija
Armin van Buuren se je rodil v Leidnu na Nizozemskem 25. decembra 1976. Ko je leta 1995 končal srednjo šolo, je odšel študirat pravo. Med študijem je začel delati kot DJ v lokalnem klubu Nexus. Z glasbenim vzponom je začasno pustil študij prava, vendar je kljub temu diplomiral leta 2004 na Univerzi Oxford. Medtem je preselil svojo glasbeno opremo iz spalnice v pravi studio. 
18. septembra 2009 se je Armin poročil z Eriko van Thiel.

## Diskografija

### Albumi
- 76 (2003)
- Shivers (2005)
- 10 Years (2006)
- Imagine (2008)
- Imagine:The Remixes (2009)
- Mirage (2010)
- Intense (2013)
- Embrace (2015)

### Hit singli
| Leto | Naslov                                                               | Uvrstitev | Uvrstitev | Uvrstitev | Uvrstitev | Uvrstitev | Uvrstitev | Uvrstitev |
| Leto | Naslov                                                               | NLD       | UK        | FIN       | BGR       | GRC       | CAN       | BEL       |
| ---- | -------------------------------------------------------------------- | --------- | --------- | --------- | --------- | --------- | --------- | --------- |
| 1998 | "Blue Fear"                                                          | -         | 45        | -         | -         | -         | -         | -         |
| 2000 | "Communication"                                                      | 95        | 18        | -         | -         | -         | -         | -         |
| 2003 | "Yet Another Day" (feat. Ray Wilson)                                 | 27        | 70        | -         | -         | -         | -         | -         |
| 2003 | "Sunburn (Walk Through The Fire)"                                    | 43        | -         | -         | -         | -         | -         | -         |
| 2004 | "Blue Fear 2004"                                                     | -         | 52        | -         | -         | -         | -         | -         |
| 2004 | "Burned With Desire" (Feat. Justine Suissa)                          | 53        | 45        | 12        | -         | 14        | -         | -         |
| 2005 | "24 Theme: The Longest Day" (Feat. Sean Callery)                     | -         | -         | 10        | -         | 17        | -         | -         |
| 2005 | "Serenity" (Feat. Jan Vayne)                                         | 4         | 72        | -         | -         | -         | -         | -         |
| 2005 | "Shivers" (Feat. Sussana)                                            | 27        | 72        | 20        | -         | -         | -         | -         |
| 2005 | "The Sound of Goodbye" (kot Perpetuous Dreamer Feat. Elles De Graaf) | 20        | -         | -         | 28        | -         | -         | -         |
| 2006 | "Control Freak"                                                      | -         | -         | 18        | -         | -         | -         | -         |
| 2006 | "Sail"                                                               | 27        | -         | -         | -         | -         | -         | -         |
| 2006 | "Saturday Night" (Feat. Herman Brood)                                | 25        | -         | -         | -         | -         | -         | -         |
| 2006 | "Who Is Watching" (Feat. Nadia Ali)                                  | -         | -         | 19        | -         | -         | -         | -         |
| 2006 | "Love You More" (Feat. Racoon)                                       | 23        | -         | -         | -         | -         | -         | -         |
| 2007 | "Rush Hour"                                                          | 30        | -         | 13        | -         | -         | -         | -         |
| 2007 | "This World Is Watching Me" (Feat. Rank 1 & Kush)                    | 19        | -         | 5         | -         | -         | -         | -         |
| 2008 | "Going Wrong" (Feat. DJ Shah & Chris Jones)                          | 5         | -         | -         | -         | -         | 88        | -         |
| 2008 | "In And Out Of Love" (Feat. Sharon den Adel)                         | 10        | -         | -         | -         | 2         | -         | 10        |
| 2009 | "Unforgivable" (Feat. Jaren)                                         | 62        | -         | -         | -         | -         | -         | 50        |
| 2009 | "Fine Without You" (Feat. Jennifer Rene)                             | -         | -         | -         | -         | -         | -         | -         |
| 2009 | "Never Say Never" (Feat. Jacqueline Govaerts )                       | 66        | -         | -         | -         | -         | -         | -         |